# Бойківська
Бойківська (до 1952 року — Волосянка, у 1952—2016 — Жовтнева) — проміжна залізнична станція Львівської дирекції Львівської залізниці на електрифікованій лінії Самбір — Чоп між станціями Ясениця (10 км) та Явора (5 км). Розташована на околиці села Явора Самбірського району Львівської області.

## Історія
Станція відкрита 24 серпня 1905 року в складі другої черги залізниці Самбір — Сянки під первинною назвою Волосянка, у 1952—2016 роках мала назву Жовтнева. У 2016 році перейменована на станцію Бойківська.
У 1968 році станція електрифікована постійним струмом (=3 кВ) в складі лінії Самбір — Чоп (завдовжки 218 км).

## Пасажирське сполучення
На станції Бойківська зупиняються приміські електропоїзди сполученням Львів — Сянки.